# Atemptat
Un atemptat és un acte criminal o il·legal que persegueix la mort o eliminació física d'una persona o persones, generalment amb pretensions polítiques, ideològiques o simplement delictives.
També s'aplica a les accions o conductes tendents a conculcar drets i llibertats reconegudes.

## Principals atemptats contra personalitats públiques als seglesxixixx

### Consumats
- Abraham Lincoln (1865)
- Prim (1870)
- Elisabet de Baviera (1898)
- Canalejas (1912)
- Eduardo Dato (1921)
- Seguí (Noi del Sucre) (1928)
- Trotsky (1940)
- John F. Kennedy (1963)
- Kennedy (Robert) (1968)
- Carrero Blanco (1973)
- John Lennon (1980)
- Sadat (1981)
- Ernest Lluch (2000)

### Frustrats
- Alfons XIII (1905 i 1906)
- Pestaña (1922)
- Benito Mussolini (1925-1926)
- Adolf Hitler (1944)
- Joan Pau II (1981)
- Ronald Reagan (1981)
- José María Aznar (1995)

## Atemptats indiscriminats amb morts
- La bomba del Liceu (1893)
- Atemptat de la Piazza Fontana de Milà
- Atemptat de l'Estació de Bolonya
- Atemptat a l'Hotel King David
- Hipercor (19-06-1987. Barcelona)
- Torres Bessones (11-09-2001. Nova York)
- Estació d'Atocha (11-03-2004. Madrid)
- Transports públics (07-07-2005. Londres)
- Atemptats de Bombai de 2008 entre el 26 i el 29 de novembre.